# ESCP Buiness School
ESCP Business School là một trường chuyên ngành kinh doanh của châu Âu với các học sở tại Paris, London, Berlin, Madrid và Turin. Được thành lập vào năm 1819, ESCP là trường chuyên ngành kinh doanh lâu đời nhất trên thế giới.
ESCP Business School là một trong những trường kinh doanh danh tiếng, được xem là một trường lớn (grande école) về kinh tế tại Pháp.
Năm 2012, ESCP được xếp hạng thứ 10 trong danh sách các Trường chuyên ngành Kinh doanh ở châu Âu do Tạp chí Financial Times bầu chọn. Chương trình Cao Học Quản trị của trường được xếp hạng thứ nhất vào năm 2010 và thứ hai vào năm 2013 bởi Tạp chí Financial Times. Chương Trình Cao Học Quản trị Kinh doanh Cấp Cao (Executive MBA) của trường được xếp hạng thứ 21 trên toàn thế giới. Chương Trình Cao Học Quản trị Kinh doanh châu Âu (MEB) của trường cũng tương tự như chương trình Cao Học Quản trị Kinh doanh (MBA) toàn thời gian nhưng theo hướng tiếp cận giao thoa văn hóa. ESCP Europe cũng có chương trình Tiến sĩ PhD cùng các chương trình Cao Học khác trong các lĩnh vực quản trị như Marketing, Tài chính hoặc Doanh nghiệp.
Các chương trình của trường được công nhận cùng lúc bởi các tổ chức chứng nhận quốc tế, châu Âu và Bắc Mỹ như AMBA, EQUIS và AACSB. Trường có hơn 40.000 cựu sinh viên đang hoạt động trong lĩnh vực kinh doanh và chính trị, như Patrick Thomas (Giám đốc Điều Hành Hèrmes), Ignacio Garcia Alves (Giám đốc Điều Hành Arthur D. Little), Nicolas Petrovic (Giám đốc Điều Hành Eurostar) và Michel Barnier, Ủy viên Hội đồng Liên Minh châu Âu về Thị Trường và Dịch vụ Trong Khu Vực.

## Lịch sử
Được thành lập vào ngày 1 tháng 12 năm 1819, ESCP Europe do một nhóm các học giả kinh tế và doanh nhân, trong đó có nhà kinh tế Jean-Baptiste Say và thương nhân Vital Roux sáng lập. ESCP Europe là trường chuyên ngành kinh doanh đầu tiên trên thế giới. Vì vậy, hai vị này có thể được xem là những người sáng lập trường chuyên ngành kinh doanh. Vào thời kỳ đầu, trường vận hành theo mô hình của Viện École Polytechnique nhưng đơn giản hơn nhiều. Nguyên nhân chủ yếu là trường không được hỗ trợ từ nguồn kinh phí tiểu bang khi bắt đầu hoạt động.
Ngay từ khi thành lập, ESCP Europe đã là trường quốc tế: Khóa học năm 1824 có tổng cộng 118 sinh viên, khoảng 30% trong số đó là người nước ngoài như Tây Ban Nha, Brazil, Hà Lan, Đức, Bồ Đào Nha và Mỹ. Học ngoại ngữ là một phần quan trọng trong chương trình học lúc bấy giờ với các khóa học tiếng Pháp, Anh, Đức và Tây Ban Nha. Năm 1873, hiệp hội cựu sinh viên ESCP Europe được thành lập. Năm 1921, ESCP Europe tổ chức kỷ niệm 100 năm thành lập trong một khán phòng rộng lớn tại Danh Tự Sorbonne, thay vì tổ chức hai năm trước đó vì khủng hoảng hậu chiến tranh.
Học sở của ESCP Europe tại Vương Quốc Anh (Oxford, và giờ đây là London) và Đức (Düsseldorf, và giờ đây là Berlin) được thành lập lần lượt vào năm 1974 và 1975. Sau đó, một học sở được thành lập tại Madrid vào năm 1988 và tại Turin, Ý vào năm 2004. Học sở Düsseldorf được chuyển đến Berlin vào năm 1984. Năm 2005, ESCP Europe được chuyển từ Oxford về London. Tòa nhà Học Sở London trước đây là New College - trường trực thuộc Đại học London và là trường dòng thuộc Nhà thờ United Reformed Church.
Năm 2011, ESCP Europe trở thành đối tác đồng sáng lập của HESAM - cụm các học viện nghiên cứu và giáo dục bậc danh tiếng chuyên về khoa học xã hội và nhân văn được cấu trúc xung quanh Đại học Sorbonne.

## Cao học Quản trị
Cao Học Quản trị là chương trình dự bị được tuyển sinh rất nghiêm ngặt dành cho đối tượng chưa có kinh nghiệm làm việc trong ngành. Điều này minh chứng cho chất lượng của ESCP Europe - trường châu Âu chuyên ngành kinh doanh có nguồn gốc Pháp hoạt động vững mạnh trong suốt hai thế kỷ qua. Đã có hơn 800 sinh viên theo học chương trình quản trị tổng quát kéo dài 2 năm này. Tổng cộng, chương trình đã kết nối sinh viên đến từ 70 quốc gia khác nhau. Sinh viên có thể theo học tại Paris, London, Berlin, Madrid, Turin hoặc một trong 100 học viện đối tác. Với chương trình quản trị tổng quát, sinh viên có thể tùy chọn trong số hơn 20 chuyên ngành và hơn 150 môn học tự chọn. Họ có thể đủ điều kiện nhận đến ba văn bằng khác nhau.

## MEB – Cao học Quản trị Kinh doanh châu Âu
Với chương trình học MBA theo hướng tiếp cận giao thoa văn hóa, MEB là chương trình cao học toàn thời gian kéo dài một năm về quản trị tổng quát. Chương trình được thiết kế cho sinh viên đã có bằng cử nhân các ngành ngoài lĩnh vực kinh doanh (như luật, kỹ thuật, khoa học, nhân văn, y học). Chương trình khuyến khích sinh viên có kinh nghiệm làm việc từ hai đến ba năm sau khi tốt nghiệp đại học. Khóa học mang tính quốc tế cao với sinh viên thuộc khoảng 40 quốc tịch khác nhau trải khắp năm học sở của chương trình. Trong đó, không có quốc tịch nào chiếm hơn 15% sĩ số lớp học.